# Abolbodaceae

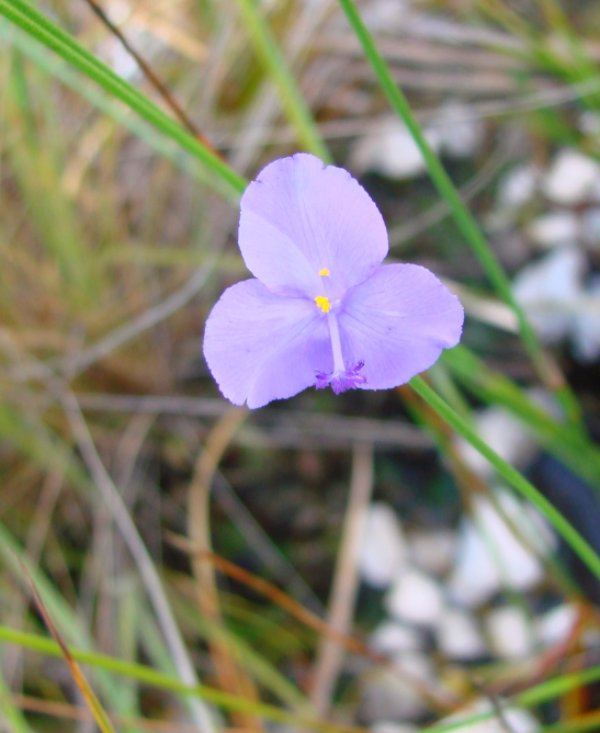
Abolboda pulchella

Abolbodaceae Nakai, Chosakuronbun Mokuroku [Ord. Fam. Trib. Nov.]: 221. 20 Jul 1943 – rodzina roślin okrytonasiennych opisana przez japońskiego botanika Takenoshin Nakai w 1943 roku. Typem nomenklatorycznym wskazany został rodzaj Abolboda Humb. (1813).
W późniejszych systemach rośliny tu klasyfikowane włączane były do rodziny łuczydłowatych (Xyridaceae). Tak było w systemie APG II (2003) i APG III (2009), także w systemie Cronquista (1981), systemie Dahlgrena (1989), systemie Reveala (1999), systemie Takhtajana (1997) i systemie Thorne’a (2000). W ujęciach tych nazwa jest synonimem rodziny Xyridaceae.